# Joetex Asamoah Frimpong
Joetex Asamoah Frimpong, właśc. Kwabena Joseph Asamoah Frimpong (ur. 17 kwietnia 1982 w Mampong Nsuta) – ghański piłkarz grający na pozycji napastnika.

## Kariera klubowa
Frimpong pochodzi z Ghany, jednak karierę piłkarską rozpoczął w Nigerii. Jego pierwszym klubem w karierze był Niger Tornadoes, a następnie trenował także w takich zespołach jak Katsina United i Gabros International. W 2002 roku został piłkarzem El-Kanemi Warriors i wówczas zadebiutował w jego barwach w nigeryjskiej Premier League. W 2003 roku przeszedł do Enyimby z miasta Aba. Już w 2003 roku został mistrzem Nigerii oraz wygrał Ligę Mistrzów (2:0 i 0:1 w finale z Ismaily SC). W 2004 roku zdobył Superpuchar Afryki i drugi raz z rzędu Ligę Mistrzów (2:1, 1:2 i wygrana w serii rzutów karnych z Étoile Sportive du Sahel). Z kolei w 2005 roku wygrał z Enyimbą rozgrywki ligowe, Pucharu Nigerii i Superpucharu Afryki.
W 2006 roku Frimpong został wypożyczony do saudyjskiego An-Nassr z Rijadu. W połowie roku przeszedł do tunezyjskiego Club Sportif Sfaxien. Jesienią 2006 wystąpił w finałach Ligi Mistrzów z Al-Ahly Kair (1:1, 0:1).
Na początku 2007 roku Frimpong odszedł do szwajcarskiego BSC Young Boys, z którym podpisał trzyletni kontrakt. W Swiss Super League zadebiutował 25 lutego 2007 w wygranym 3:1 meczu z FC Thun i w debiucie strzelił 2 gole. We wrześniu 2008 został wypożyczony do FC Luzern, w którym po raz pierwszy wystąpił 13 września 2008 przeciwko FC Basel (0:2). W 2009 roku ponownie wypożyczono go do Luzern. Następnie grał w FC Grenchen, FC Zürich, a w 2013 trafił do SC Derendingen, gdzie zakończył karierę.
| Sezon   | Klub                 | Kraj             | Rozgrywki              | Mecze | Bramki |
| ------- | -------------------- | ---------------- | ---------------------- | ----- | ------ |
| 1997    | Niger Tornadoes      | Nigeria          | Premier League         | ?     | ?      |
| 1998    | Niger Tornadoes      | Nigeria          | National League        | ?     | ?      |
| 1999    | Niger Tornadoes      | Nigeria          | National League        | ?     | ?      |
| 2000    | Katsina United       | Nigeria          | Premier League         | ?     | ?      |
| 2001    | Gabros International | Nigeria          | Premier League         | ?     | ?      |
| 2002    | El-Kanemi Warriors   | Nigeria          | Premier League         | 34    | 18     |
| 2003    | Enyimba FC           | Nigeria          | Premier League         | ?     | ?      |
| 2004    | Enyimba FC           | Nigeria          | Premier League         | ?     | ?      |
| 2005    | Enyimba FC           | Nigeria          | Premier League         | ?     | ?      |
| 2005/06 | An-Nassr             | Arabia Saudyjska | I liga                 | 10    | 3      |
| 2006/07 | CS Sfaxien           | Tunezja          | Championnat de Tunisie | 4     | 1      |
| 2006/07 | BSC Young Boys       | Szwajcaria       | Super League           | 4     | 2      |
| 2007/08 | BSC Young Boys       | Szwajcaria       | Super League           | 22    | 5      |
| 2008/09 | BSC Young Boys       | Szwajcaria       | Super League           | 3     | 0      |
| 2008/09 | FC Luzern            | Szwajcaria       | Super League           | 23    | 13     |
| 2009/10 | BSC Young Boys       | Szwajcaria       | Super League           | 4     | 0      |
| 2009/10 | FC Luzern            | Szwajcaria       | Super League           | 11    | 4      |
| 2010/11 | FC Grenchen          | Szwajcaria       | 1. Liga Promotion      | 2     | 0      |
| 2011/12 | FC Grenchen          | Szwajcaria       | 1. Liga Promotion      | 2     | 2      |
| 2012/13 | FC Zürich            | Szwajcaria       | Super League           | 7     | 0      |
| 2012/13 | FC Grenchen          | Szwajcaria       | 1. Liga Promotion      | 10    | 3      |

## Kariera reprezentacyjna
W reprezentacji Ghany Frimpong zadebiutował 5 czerwca 2005 roku w wygranym 2:1 meczu eliminacji do Mistrzostw Świata w Niemczech z Burkina Faso. W 2006 roku podczas Pucharu Narodów Afryki 2006 zagrał 3 mecze: z Nigerią (0:1), z Senegalem (1:0) i z Zimbabwe (1:2).